# Anurida spirillifera
Anurida spirillifera är en urinsektsart som först beskrevs av Hammer 1953.  Anurida spirillifera ingår i släktet Anurida och familjen Neanuridae. Inga underarter finns listade i Catalogue of Life.